# خلل الحركة
خلل الحركة أو عُسر الحركة (بالإنجليزية: Dyskinesia)‏ يشير إلى مجموعة من الاضطرابات الحركية التي تتسم بحركات لاإرادية للعضلات، بما في ذلك الحركات المشابهة للعرة أو الرقاص والحركات الإرادية الضعيفة. يمكن أن يتراوح خلل الحركة من رعشة طفيفة في اليدين إلى حركة لا يمكن السيطرة عليها في الجزء العلوي من الجسم أو في الأطراف السفلية. خلل الحركة هو أحد الأعراض لعدة اضطرابات طبية.

## الأنواع

### خلل الحركة الناجم عن الأدوية
خلل التوتر الحاد هو تقلص مستمر للعضلات والذي يظهر أحيانا بعد فترة وجيزة من تناول أدوية مضادة للذهان. قد تتأثر أي عضلة في الجسم من ضمنها الفك، اللسان، الحنجرة، الذراعين، أو الساقين. عندما تتقلص عضلات الحنجرة يُطلق على هذا النوع اسم «تشنج الحنجرة الحاد» وهو حالة طبية طارئة لأنه قد يعيق عملية التنفس.

### مزمن أو متأخر
يحدث خلل الحركة المتأخر بعد علاج طويل المدى بأدوية مضادة للذهان مثل هالوبيريدول أو أموكسابين. تشمل الأعراض حدوث ارتعاشات وحركات التوائية للجسم والأطراف، وحركات غير طبيعية في الوجه والفم واللسان بما في ذلك شد الشفاه اللاإرادي، والعبوس المتكرر للشفاه، وإبراز اللسان.
متلازمة الأرنب هي نوع آخر من خلل الحركة المزمن، بينما متلازمة ميغ قد تكون ذات صلة بالإستنساخ الدائم لفيروس الهربس البسيط.

### غير حركي
خلل الحركة الهدبي الأولي وخلل حركة العصارة الصفراوية هما نوعين آخرين من خلل الحركة، ينشئان من أنواع معينة من الحركات الغير فعالة للجسم، وهما لا يصنفان ضمن اضطرابات الحركة.